# Knalltjärnen, Dalarna
Knalltjärnen är en sjö i Älvdalens kommun i Dalarna och ingår i Dalälvens huvudavrinningsområde.